# Stenocercus apurimacus
Stenocercus apurimacus là một loài thằn lằn trong họ Tropiduridae. Loài này được Fritts mô tả khoa học đầu tiên năm 1972.